# Кормош, Юдит
Ю́дит Ко́рмош (венг. Kormos Judit [ˈkormoʃ ˈjudit]; род. 1970) — британский лингвист, уроженка Венгрии. Она является профессором и директором по исследованиям в дистанционной программе MA TESOL на факультете лингвистики и английского языка в Ланкастерском университете, Великобритания. Она известна своей работой по мотивации в изучении второго языка и саморегуляции в написании второго языка. В настоящее время её интерес к дислексии в изучении второго языка.

## Карьера
Кормош окончила Будапештский университет имени Этвёша Лоранда в Венгрии в 1994 году, а в 1999 году там же защитила докторскую диссертацию под научным руководством Золтана Дёрнеи, известного эксперта в области психолингвистики. В 2008 году она начала работать лектором в Ланкастерском университете в Великобритании, где через четыре года (в 2012) получила повышение до позиции ридера (Readership), что соответствует уровню доцента в британской академической системе.